# Mausolée des Piast de Silésie (Legnica)

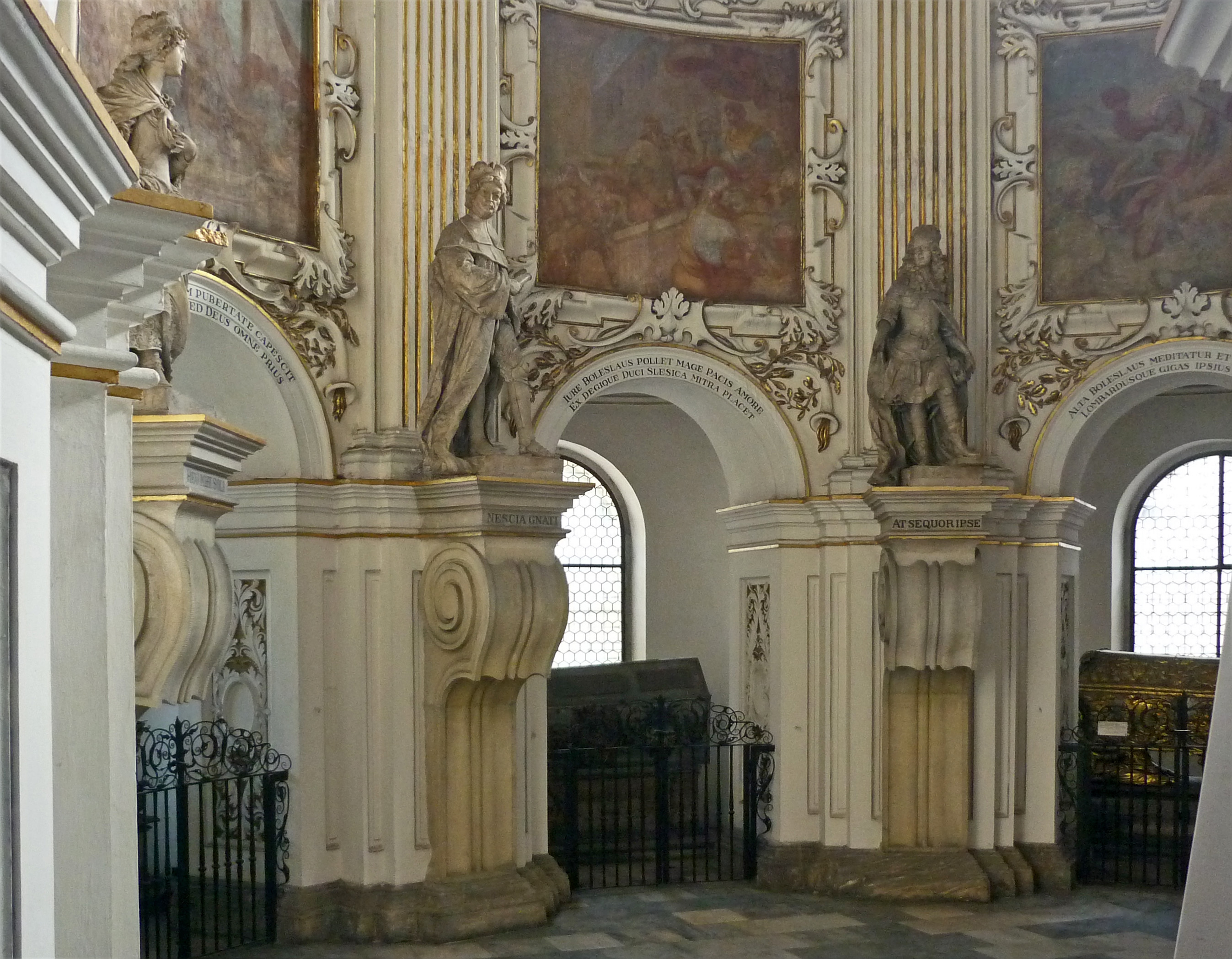
L’intérieur du mausolée.

Le mausolée des Piast de Silésie à Legnica – un mausolée des princes de Legnica et de Brzeg à l’église Saint Jean Baptiste, à Legnica. La chapelle a été créée comme le produit de l’adaptation et de la reconstruction du vieux presbytère gothique de l’église calviniste à Legnica.
Le bâtiment est adjacent au mur est de l’ancienne église jésuite (aujourd’hui franciscaine), construite au début du XVIIIe siècle. Le mausolée a été fondé après la mort du prince Georges Guillaume par sa mère Louise d’Anhalt-Dessau, comme le mémorial des dernières personnes de la dynastie Piast. 
La chapelle construite entre 1677 et 1679 est octogonale, couverte du dôme, de décor baroque. La décoration faite par l’artiste silésien Maciej Rauchmüller est divisée en trois parties. Dans celle qui est située le plus haut, il y a une fresque présentant le dieu grecque Hélios qui arrête son char devant la constellation du Cancer. Dans les deux autres, ils sont présentées les scènes de l’histoire des Piast.
Dans les cinq niches dans la partie basse de la chapelle, se trouvent les sarcophages : de Louise, de Christian, de Sophie Élisabeth, de Georges Guillaume et de Louis IV. Au-dessus des niches, il y a des statues de derniers membres de la famille princière : de Georges Guillaume, de Louise, de Christian et de Caroline. 
Au sous-sol de la chapelle, il y a une grande crypte, où se trouvent les cercueils d’autres membres du lignage des Piast de Legnica et de Brzeg, qui ont été enterrés dans l’église gothique (aujourd'hui inexistant) entre les XVIe et XVIIe siècles.